# Yael Dayan

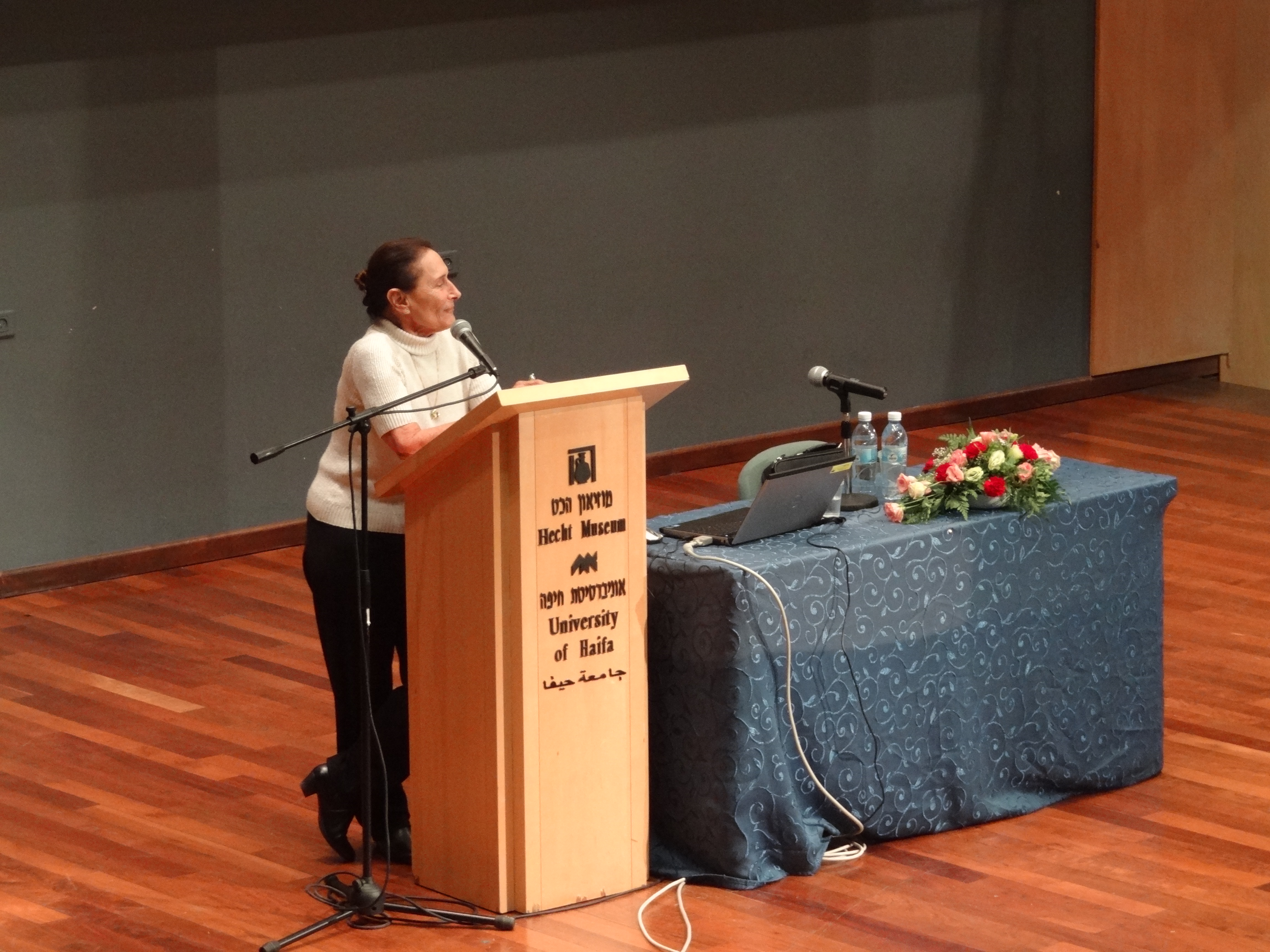
Yael Dayan dando uma palestra na Universidade de Haifa no programa Women's Studies and Gender

Yael Dayan (em hebraico:  יעל דיין) (Nahalal, 12 de fevereiro de 1939 – 18 de maio de 2024) foi uma escritora e política israelense. Filha do general Moshe Dayan e neta do político sionista Shmuel Dayan, serviu como membro do Knesset entre 1992 e 2003, pelo Partido Trabalhista.

## Carreira
Em 1993, em Túnis, Yael tornou-se a primeira parlamentar israelense a se encontrar com o líder da OLP Yasser Arafat. Quando retornou a Israel, depois de três dias de conversações, Yael foi amplamente condenada pela imprensa do seu país e mesmo pelo seu próprio partido. Alguns a consideraram traidora, enquanto outros a acusaram de tentar se autopromover.
Yael Dayan foi também ativista dos direitos das mulheres e dos homossexuais. Faz parte da liderança da Bat Shalom ("Filhas da paz"), organização feminista pacifista que reúne mulheres israelenses e palestinas em defesa da igualdade de direitos para cidadãos árabes e judeus no Estado de Israel. Dayan também foi crítica da ocupação dos territórios palestinos por Israel e participou ativamente da organização Paz agora, o maior e mais antigo movimento pacifista israelense.
Nas eleições de 2003, ela perdeu sua cadeira no parlamento e deixou o Partido Trabalhista. Em seguida, filiou-se ao Meretz. Nas eleições municipais de Tel Aviv, em 2004, Dayan liderou a lista do Meretz. Seu partido ganhou cinco dos 31 assentos no Conselho Municipal e aliou-se à coalizão de apoio a Ron Huldai.
Dayan foi membro do Conselho Municipal de Tel Aviv, vice-prefeita e responsável pelos serviços sociais do município.

## Morte
Dayan morreu em 18 de maio de 2024, aos 85 anos.